# Vejle Kommune (1970-2006)
Vejle Kommune i Vejle Amt blev dannet ved kommunalreformen i 1970. Ved strukturreformen i 2007 blev den udvidet til den nuværende Vejle Kommune ved indlemmelse af Børkop Kommune, Egtved Kommune (undtagen Vester Nebel Sogn), Give Kommune (undtagen den del af Billund Lufthavn, der indgik i Billund Kommune), Jelling Kommune og Grejs Sogn fra Tørring-Uldum Kommune.

## Tidligere kommuner
Begrebet købstad mistede sin betydning ved kommunalreformen, hvor 6 sognekommuner blev lagt sammen med Vejle Købstad til Vejle Kommune:
| Kommune   | Folketal 1. januar 1970 | Byer                            |
| --------- | ----------------------- | ------------------------------- |
| Vejle     | 31.819                  | Vejle                           |
| Engum     | 1.022                   | Bredal                          |
| Hornstrup | 3.547                   | Del af Grejsdal (bydel i Vejle) |
| Hover     | 4.956                   | Del af Grejsdal (bydel i Vejle) |
| Højen     | 1.119                   | Ny Højen                        |
| Skibet    | 2.500                   | Skibet                          |
| Vinding   | 4.428                   |                                 |
| I alt     | 49.391                  |                                 |

Hertil kom en del af Skærup Sogn i Børkop Kommune og 2 matrikler fra Jerlev Sogn i Egtved Kommune. Derimod afgav Vejle 600 m² fra 1 matrikel i Engum Sogn til Hedensted Kommune.

## Sogne
Vejle Kommune bestod af følgende sogne:
- Bredballe Sogn (Nørvang Herred)
- Engum Sogn (Hatting Herred)
- Hornstrup Sogn (Nørvang Herred)
- Hover Sogn (Tørrild Herred)
- Højen Sogn (Jerlev Herred)
- Mølholm Sogn (Holmans Herred)
- Nørremarks Sogn (Nørvang Herred)
- Sankt Johannes Sogn (Nørvang Herred)
- Sankt Nikolaj Sogn (Nørvang Herred)
- Skibet Sogn (Tørrild Herred)
- Vinding Sogn (Holmans Herred)
- Vor Frelsers Sogn (Nørvang Herred)

## Borgmestre[3]
| Navn                   | Parti                   | Periode   |
| ---------------------- | ----------------------- | --------- |
| Willy Sørensen         | Socialdemokratiet       | 1970-1978 |
| Christian Christiansen | Socialdemokratiet       | 1978-1978 |
| Karl Johan Mortensen   | Socialdemokratiet       | 1978-1994 |
| Flemming Christensen   | Socialistisk Folkeparti | 1994-2006 |
| Karen Delfs            | Socialistisk Folkeparti | 2006-2007 |

## Rådhus
Vejles rådhus på Rådhustorvet er det fjerde på stedet. Det blev taget i brug i 1878 og renoveret i 1919-20. Den ene af rådhusets to sale var byrådssal frem til 2007. Herefter bruges rådhuset kun til repræsentative formål og borgerlige vielser.